# Санди-Спрингс
Санди-Спрингс (англ. Sandy Springs) — город в округе Фултон, штат Джорджия, США. По данным переписи 2010 года, население города составляет 93 853 человека.

## История
В 1842 году, на месте нынешней дороги Johnson Ferry Road был возведён дом Austin-Johnson House. Это самый старый дом в Санди-Спрингс. В 1851 году Уислон Спруилл пожертвовал пять акров (два гектара) земли для основания Объединённой методистской церкви Санди-Спрингс недалеко от природного источника, в честь которого город получил своё название.

## География
По данным Бюро переписи населения США, площадь города составляет 101 км², из которых 97,7 км² занимает суша и 3,2 км² вода.
Санди-Спрингс граничит с Атлантой на юге, с округом Кобб на западе и севере, с городом Розуэлл также на севере, и с Данвуди и Брукхейвеном на востоке.

### Климат
В Санди-Спрингс субтропический океанический климат.
В январе и феврале 2014 года, Санди-Спрингс и Атланта пережили ледяной шторм, который получил всеобщее внимание из-за огромных пробок на всех дорогах между штатами. Люди были вынуждены оставаться в своих автомобилях на ночь при температуре ниже нуля.
| Показатель                    | Янв.  | Фев.  | Март  | Апр.  | Май   | Июнь | Июль  | Авг.  | Сен. | Окт. | Нояб. | Дек.  | Год   |
| ----------------------------- | ----- | ----- | ----- | ----- | ----- | ---- | ----- | ----- | ---- | ---- | ----- | ----- | ----- |
| Абсолютный максимум, °C       | 24    | 27    | 31    | 33    | 35    | 38   | 39    | 38    | 37   | 31   | 29    | 24    | 39    |
| Средний суточный максимум, °C | 10    | 13    | 17    | 22    | 26    | 29   | 31    | 30    | 27   | 22   | 17    | 12    | 21,3  |
| Средний суточный минимум, °C  | −2    | 0     | 3     | 7     | 12    | 17   | 19    | 19    | 16   | 8    | 4     | 0     | 8,6   |
| Абсолютный минимум, °C        | −23   | −17   | −14   | −4    | −1    | 4    | 9     | 10    | −2   | −4   | −12   | −18   | −23   |
| Норма осадков, мм             | 135,6 | 121,4 | 140,2 | 102,6 | 117,6 | 93   | 105,9 | 109,7 | 98,3 | 90,9 | 94,7  | 106,2 | 1,316 |
| Источник: Weather.com         |       |       |       |       |       |      |       |       |      |      |       |       |       |

## Демография
Согласно переписи 2010 года, население Санди-Спрингс составляет 93 853 человека.
Расовый состав:
- 65 % — белые
- 20 % — афроамериканцы
- 0,3 % — коренные американцы
- 5 % — азиаты
- 6,9 % — другие расы
- 2,7 % — две и более рас
- 14,2 % — испанцы или латиноамериканцы

## Экономика
Крупнейшей отраслью экономики в пределах Санди-Спрингс являются больницы. Также в городе находятся штаб-квартиры и региональные отделения различных отраслей промышленности, включая компьютерные услуги, доставку посылок, телекоммуникации, СМИ, финансовые операции и многое другое.